# Viaje alucinante II
Viaje alucinante II es una novela de ciencia ficción de Isaac Asimov publicada en Estados Unidos en 1987 por la editorial Nightfall, Inc, y en 1988 en España, por Plaza & Janes Editores S.A. No es la continuación del libro Viaje alucinante, debido a derechos de propiedad, pero la historia básica es la misma. Asimov consideraba que la primera novela no lo satisfacía y no la sentía como propia, por lo que decidió escribir una nueva versión.

## Argumento
Un científico de primera línea, que trabaja en proyectos ultrasecretos del gobierno ruso relacionados con la miniaturización se encuentra en coma profundo. Un grupo de personas son miniaturizadas para ser introducidas en el interior del cuerpo del científico, para intentar obtener los secretos del mismo directamente de su cerebro.
El argumento original propuesto a Asimov por la Agencia William Morris trataba acerca de un combate entre una nave soviética y una estadounidense dentro del torrente sanguíneo, seguida por una versión submicroscópica de la Tercera Guerra Mundial. Asimov se negó a escribir el libro en esos términos. Pero después de dos años de homéricas batallas legales y cambio de autores -Philip Farmer llegó a escribir su propia visión de la novela-, Asimov publicó dicha obra con su propio argumento.